# 拉维尔·马加诺夫
拉维尔·乌尔法托维奇·马加诺夫（俄语：Равиль Ульфатович Маганов，1954年9月25日—2022年9月1日 ）是一位俄羅斯寡頭，曾任卢克石油董事长。

## 早年
马加诺夫生于韃靼蘇維埃社會主義自治共和國阿尔梅季耶夫斯克。  1977年毕业于国立石油天然气大学。 
他的父亲乌尔法特·马加诺夫 (Ulfat Maganov) 是阿尔梅季耶夫斯克油田和 受托基金会Tatneftegeofizika 地球物理办公室的高级工程师，于1978 年至 1998 年间领导阿尔梅季耶夫斯克地球物理工作部门。 
马格诺夫的弟弟内尔是一位商人和政治家，以及俄罗斯石油生产商鞑靼石油的负责人。 

## 职业生涯
卢克石油成立后不久，拉维尔·马加诺夫就加入了該公司。 据卢克石油称，该公司的名字便是由他提出的。  他曾担任多个管理职位（1994 年担任石油生产副总裁，2006 年担任公司第一执行副总裁）并监督卢克石油公司的石油生产、精炼和勘探。 在OPEC+会议举行之前，他定期与其他石油公司人员一起参加俄罗斯能源部的会议。  2019年，俄罗斯总统弗拉基米尔·普京向其頒發亚历山大·涅夫斯基勋章。 2020年，拉维尔·马加诺夫出任卢克石油董事会主席。 
2022年俄羅斯入侵烏克蘭后，以马加诺夫为首的卢克石油董事会发表声明，呼吁雙方尽快结束冲突，董事會還对受害者表示同情。  

## 神秘死亡
2022年後，马加诺夫就因「心脏病发作」住院。2022年9月1日，马加诺夫從所在的醫院墜樓身亡。當天普京還去了醫院，不過卢克石油已表示马加诺夫“因重病去世”，而塔斯社隨後表示马加诺夫的死因為自殺，并表示他生前一直在服用抗抑郁药。
據熟悉马加诺夫的人表示他不太可能也沒條件自杀。与警方关系密切的俄罗斯新闻网站Baza則表示，马加诺夫可能是在吸烟时从阳台上摔下來的。該網站还表示因为監控剛好「正在維修」，所以無法看到現場視頻。